# Echinochalina isochelifera
Echinochalina isochelifera är en svampdjursart som först beskrevs av Uriz 1988.  Echinochalina isochelifera ingår i släktet Echinochalina och familjen Microcionidae.
Artens utbredningsområde är Namibia. Inga underarter finns listade i Catalogue of Life.